# Соуза, Пит
Пит Соуза (Pete Souza; род. 1954) — американский фотожурналист португальского происхождения, бывший главный фотограф 44-го президента США Барака Обамы.
Соуза родился в 1954 году в Южном Дартмуте (штат Массачусетс). Закончил Бостонский университет со степенью бакалавра наук в области связей с общественностью и Университет штата Канзас со степенью магистра в области журналистики и массовых коммуникаций.
Он работал официальным фотографом президента Рональда Рейгана с июня 1983 года до того, как Рейган покинул Белый дом в 1989 году. Живя в Вашингтоне, он работал в течение десяти лет фотографом для Chicago Tribune. В июне 2004 года он был официальным фотографом во время похорон Рональда Рейгана.
Соуза также работал в качестве фрилансера для журналов National Geographic и Life. После 9/11 он был одним из первых журналистов, освещавших войну в Афганистане.
Соуза освещал приход Барака Обамы в Сенат и познакомился с ним в первый день Обамы в Сенате, когда тот был приведён к присяге в качестве демократа от штата Иллинойс в январе 2005 года. Он освещал первый год Обамы в Сенате, следуя за ним во многих зарубежных поездках, в том числе в Кению, Южную Африку и Россию. В июле 2008 года Соуза опубликовал книгу «Восхождение Барака Обамы», в которой представил фотографии, сделанные с 2005 по 2008 год.
Он был доцентом фотожурналистики в Школе визуальной коммуникации Огайского университета до того, как 4 января 2009 года ему было предложено стать фотографом Обамы.
В мае 2009 года Соуза начал использовать Flickr в качестве официального канала для публикации фотографий Белого дома. Получила известность его фотография «Ситуационная комната», на которой Обама вместе с командой национальной безопасности получает в прямом эфире информацию об операции «Копьё Нептуна», результатом которой стало убийство Усама бен Ладена, лидера «Аль-Каиды».